# Gran Premio d'Ungheria 2006
Il Gran Premio d'Ungheria 2006 è stata la tredicesima prova della stagione 2006 del campionato mondiale di Formula 1. La gara si è tenuta domenica 6 agosto sull'Hungaroring di Budapest ed è stata vinta dal britannico Jenson Button su Honda, al suo primo successo in carriera; Button ha preceduto all'arrivo lo spagnolo Pedro de la Rosa su McLaren-Mercedes e il tedesco Nick Heidfeld su BMW Sauber.
La copertura di ITV di questa gara ha vinto nel 2007 un BAFTA, nella categoria "Best sport".

## Vigilia

### Aspetti sportivi
La BMW Sauber sostituisce Jacques Villeneuve con il terzo pilota, il polacco Robert Kubica.

## Prove

### Risultati
Nella prima sessione del venerdì si è avuta questa situazione:
| Pos | Nº | Pilota             | Costruttore      | Tempo    | Gap    | Giri |
| --- | -- | ------------------ | ---------------- | -------- | ------ | ---- |
| 1   | 3  | Kimi Räikkönen     | McLaren-Mercedes | 1'21"624 |        | 5    |
| 2   | 36 | Anthony Davidson   | Honda            | 1'22"396 | +0"772 | 28   |
| 3   | 5  | Michael Schumacher | Ferrari          | 1'22"499 | +0"875 | 5    |

Nella seconda sessione del venerdì si è avuta questa situazione:
| Pos | Nº | Pilota               | Costruttore | Tempo    | Gap    | Giri |
| --- | -- | -------------------- | ----------- | -------- | ------ | ---- |
| 1   | 6  | Felipe Massa         | Ferrari     | 1'21"778 |        | 12   |
| 2   | 1  | Fernando Alonso      | Renault     | 1'23"097 | +1"319 | 15   |
| 3   | 2  | Giancarlo Fisichella | Renault     | 1'23"189 | +1"411 | 14   |

Nella sessione del sabato mattina si è avuta questa situazione:
| Pos | Nº | Pilota             | Costruttore | Tempo    | Gap    | Giri |
| --- | -- | ------------------ | ----------- | -------- | ------ | ---- |
| 1   | 5  | Michael Schumacher | Ferrari     | 1'20"795 |        | 11   |
| 2   | 6  | Felipe Massa       | Ferrari     | 1'21"472 | +0"677 | 11   |
| 3   | 17 | Robert Kubica      | BMW Sauber  | 1'21"806 | +1"011 | 18   |

## Qualifiche

### Resoconto
Nella prima fase il portoghese Tiago Monteiro accede alla seconda sessione per meno di un decimo a scapito di Vitantonio Liuzzi, dell'eliminato a sorpresa Nico Rosberg, delle due Super Aguri, di Christijan Albers e Scott Speed.
Nella seconda fase vengono eliminati i due contendenti al titolo, Michael Schumacher e Fernando Alonso: il tedesco perché nelle prove libere del sabato mattina, durante il rientro ai box, ha superato Alonso e Kubica dopo l'esposizione della bandiera rossa, causata dalla rottura del motore di Jenson Button, mentre lo spagnolo perché il giorno prima aveva superato Robert Doornbos stringendolo in piena velocità verso il muretto dei box, dopo che lo stesso lo aveva rallentato nel giro precedente. A causa delle penalizzazioni subite, consistenti in due secondi di penalità inflitti ad entrambi in ogni singola qualifica, Fernando partirà dalla quindicesima piazza, mentre Michael partirà dodicesimo. Da notare il fatto che il tedesco aveva realizzato il miglior tempo con 1'18"875, unico a scendere sotto l'1'19". Inoltre non passano il turno le Red Bull, Tiago Monteiro e il tedesco Nick Heidfeld, undicesimo.
Nella Q3 Kimi Räikkönen conquista la seconda pole consecutiva, seguito a tre decimi da Felipe Massa. Dietro di loro le due Honda, con Rubens Barrichello terzo e Jenson Button quarto, mentre gli italiani Jarno Trulli e Giancarlo Fisichella sono ottavo e nono.

### Risultati
Nella sessione di qualifica si è avuta questa situazione:
| Pos | Nº | Pilota               | Costruttore       | Q1       | Q2       | Q3       | Griglia |
| --- | -- | -------------------- | ----------------- | -------- | -------- | -------- | ------- |
| 1   | 3  | Kimi Räikkönen       | McLaren-Mercedes  | 1'20"080 | 1'19"704 | 1'19"599 | 1       |
| 2   | 6  | Felipe Massa         | Ferrari           | 1'19"742 | 1'19"504 | 1'19"886 | 2       |
| 3   | 11 | Rubens Barrichello   | Honda             | 1'21"141 | 1'19"783 | 1'20"085 | 3       |
| 4   | 12 | Jenson Button        | Honda             | 1'20"820 | 1'19"943 | 1'20"092 | 14      |
| 5   | 4  | Pedro de la Rosa     | McLaren-Mercedes  | 1'21"288 | 1'19"991 | 1'20"117 | 4       |
| 6   | 9  | Mark Webber          | Williams-Cosworth | 1'21"335 | 1'20"047 | 1'20"266 | 5       |
| 7   | 7  | Ralf Schumacher      | Toyota            | 1'21"112 | 1'20"243 | 1'20"759 | 6       |
| 8   | 2  | Giancarlo Fisichella | Renault           | 1'21"370 | 1'20"154 | 1'20"924 | 7       |
| 9   | 8  | Jarno Trulli         | Toyota            | 1'21"434 | 1'20"231 | 1'21"132 | 8       |
| 10  | 17 | Robert Kubica        | BMW Sauber        | 1'20"891 | 1'20"256 | 1'22"049 | 9       |
| 11  | 16 | Nick Heidfeld        | BMW Sauber        | 1'21"437 | 1'20"623 | N.D.     | 10      |
| 12  | 5  | Michael Schumacher   | Ferrari           | 1'21"440 | 1'20"875 | N.D.     | 11      |
| 13  | 14 | David Coulthard      | RBR-Ferrari       | 1'21"163 | 1'20"890 | N.D.     | 12      |
| 14  | 15 | Christian Klien      | RBR-Ferrari       | 1'22"027 | 1'21"207 | N.D.     | 13      |
| 15  | 1  | Fernando Alonso      | Renault           | 1'21"792 | 1'21"364 | N.D.     | 15      |
| 16  | 18 | Tiago Monteiro       | MF1-Toyota        | 1'22"009 | 1'23"767 | N.D.     | 16      |
| 17  | 20 | Vitantonio Liuzzi    | STR-Cosworth      | 1'22"068 | N.D.     | N.D.     | 17      |
| 18  | 10 | Nico Rosberg         | Williams-Cosworth | 1'22"084 | N.D.     | N.D.     | 18      |
| 19  | 21 | Scott Speed          | STR-Cosworth      | 1'22"317 | N.D.     | N.D.     | 20      |
| 20  | 22 | Takuma Satō          | Super Aguri-Honda | 1'22"967 | N.D.     | N.D.     | 19      |
| 21  | 19 | Christijan Albers    | MF1-Toyota        | 1'23"146 | N.D.     | N.D.     | 22      |
| 22  | 23 | Sakon Yamamoto       | Super Aguri-Honda | 1'24"016 | N.D.     | N.D.     | 21      |

In grassetto sono indicate le migliori prestazioni in Q1, Q2 e Q3.

## Gara

### Resoconto
La gara è il primo Gran Premio ungherese in 20 anni che si disputa sotto la pioggia. Alla partenza scatta in testa Kimi Räikkönen davanti a Barrichello, De La Rosa, Michael Schumacher, Fisichella, Alonso e Massa. I due contendenti al titolo sono scattati bene, recuperando parecchie posizioni, ma, nelle fasi iniziali sono le gomme Michelin a comportarsi meglio. Alonso, può quindi rapidamente portarsi in terza posizione, quando Barrichello, che era stato passato dalla seconda McLaren effettua la sosta già al sesto giro. A rimontare come una furia è anche Jenson Button che passa Michael Schumacher nel corso del settimo passaggio, installandosi al quarto posto. Il tedesco tiene la quinta posizione fino al sedicesimo giro quando viene passato da Fisichella. Il ferrarista prova a rispondere finendo per toccare la Renault del romano e rimettendoci l’ala anteriore. La corsa di Fisichella finisce contro le barriere un paio di tornate più tardi. Raikkonen mantiene la leadership fino al giro 17, quando si ferma ai box per il primo pit-stop. Fernando Alonso, che ha più benzina essendo partito fuori dai Top10, prende la testa ed inizia ad allungare sulle due McLaren arrivando anche a doppiare Michael Schumacher, in quel momento ottavo, nel corso del venticinquesimo passaggio. Un giro dopo, Raikkonen e Liuzzi vengono a contatto in fase di doppiaggio e sono entrambi costretti al ritiro. Entra la safety car e, dietro ad Alonso, che si è fermato per la prima sosta, sono Button, de La Rosa, Barrichello, Heidfeld, Coulthard e Michael Schumacher, i soli a pieni giri. Alla giro 32 si riparte, con il leader del mondiale che torna ad allungare ma solo per pochi giri, perché Button diventa presto più veloce, riportandosi in scia. In questa fase le gomme Bridgestone cominciano a funzionare  con la pista che inizia ad asciugarsi e Michael Schumacher inizia a risalire. Il momento di passare a gomme slick sembra prossimo ma sia Button che Michael si fermano al giro 45 senza cambiare gomme. Quando mancano venti giri, Barrichello finalmente passa alle gomme da asciutto, seguito un giro dopo dal leader della gara. All'uscita dalla pit lane, Fernando, scalato al secondo posto, si deve ritirare per un problema ad un dado di fissaggio. Al cinquantacinquesimo giro anche Button cambia gomme, rimanendo in prima posizione.
Alla Ferrari decidono di mantenere Michael Schumacher su gomme da bagnato, consentendogli di salire in seconda posizione. Gli ultimi giri diventano però un calvario con il tedesco che risponde agli attacchi di de La Rosa ed Heideld con una serie di manovre al limite. Quando mancano cinque giri, Pedro de la Rosa riesce nel sorpasso; il tentativo successivo di Nick Heidfeld si risolve con un contatto in cui è il ferrarista ad avere la peggio. 
Jenson Button vince così il suo primo gran premio in carriera e riporta la Honda a una storica vittoria in Formula 1, trentanove anni dopo quella ottenuta da John Surtees nel Gran Premio d'Italia 1967. Button è anche il primo britannico a vincere in Formula 1 dopo David Coulthard al Gran Premio d'Australia 2003. Dietro di lui si piazzano Pedro de la Rosa (al primo e unico podio in carriera) e Nick Heidfeld, formando i tre in tal modo un podio inedito. Nel post-gara, il polacco della BMW Sauber Robert Kubica, giunto settimo al traguardo, viene squalificato, dato che la sua auto era stata trovata sottopeso di 2 kg. Si piazza quindi ottavo Michael Schumacher, che guadagna un punto importante nella lotta mondiale.

### Risultati
I risultati del Gran Premio sono i seguenti:
| Pos | Nº | Pilota               | Costruttore       | Giri | Tempo/Ritiro       | Griglia | Punti |
| --- | -- | -------------------- | ----------------- | ---- | ------------------ | ------- | ----- |
| 1   | 12 | Jenson Button        | Honda             | 70   | 1h52'20"941        | 14      | 10    |
| 2   | 4  | Pedro de la Rosa     | McLaren-Mercedes  | 70   | +30"837            | 4       | 8     |
| 3   | 16 | Nick Heidfeld        | BMW Sauber        | 70   | +43"822            | 10      | 6     |
| 4   | 11 | Rubens Barrichello   | Honda             | 70   | +45"205            | 3       | 5     |
| 5   | 14 | David Coulthard      | RBR-Ferrari       | 69   | +1 giro            | 12      | 4     |
| 6   | 7  | Ralf Schumacher      | Toyota            | 69   | +1 giro            | 6       | 3     |
| 7   | 6  | Felipe Massa         | Ferrari           | 69   | +1 giro            | 2       | 2     |
| 8   | 5  | Michael Schumacher   | Ferrari           | 67   | Danni da incidente | 11      | 1     |
| 9   | 18 | Tiago Monteiro       | MF1-Toyota        | 67   | +3 giri            | 16      |       |
| 10  | 19 | Christijan Albers    | MF1-Toyota        | 67   | +3 giri            | 22      |       |
| 11  | 21 | Scott Speed          | STR-Cosworth      | 66   | +4 giri            | 20      |       |
| 12  | 8  | Jarno Trulli         | Toyota            | 65   | Motore             | 8       |       |
| 13  | 22 | Takuma Satō          | Super Aguri-Honda | 65   | +5 giri            | 19      |       |
| Rit | 1  | Fernando Alonso      | Renault           | 51   | Dado della ruota   | 15      |       |
| Rit | 3  | Kimi Räikkönen       | McLaren-Mercedes  | 25   | Collisione         | 1       |       |
| Rit | 20 | Vitantonio Liuzzi    | STR-Cosworth      | 25   | Danni da incidente | 17      |       |
| Rit | 10 | Nico Rosberg         | Williams-Cosworth | 19   | Elettronica        | 18      |       |
| Rit | 2  | Giancarlo Fisichella | Renault           | 18   | Danni da incidente | 7       |       |
| Rit | 15 | Christian Klien      | RBR-Ferrari       | 6    | Testacoda          | PL      |       |
| Rit | 9  | Mark Webber          | Williams-Cosworth | 1    | Testacoda          | 5       |       |
| Rit | 23 | Sakon Yamamoto       | Super Aguri-Honda | 0    | Motore             | 21      |       |
| SQ  | 17 | Robert Kubica        | BMW Sauber        | 69   | Squalificato       | 9       |       |

## Classifiche mondiali

### Piloti
| Pos | Pilota               | Punti |
| --- | -------------------- | ----- |
| 1   | Fernando Alonso      | 100   |
| 2   | Michael Schumacher   | 90    |
| 3   | Felipe Massa         | 52    |
| 4   | Giancarlo Fisichella | 49    |
| 5   | Kimi Räikkönen       | 49    |
| 6   | Jenson Button        | 31    |
| 7   | Juan Pablo Montoya   | 26    |
| 8   | Rubens Barrichello   | 21    |
| 9   | Nick Heidfeld        | 19    |
| 10  | Ralf Schumacher      | 16    |
| 11  | David Coulthard      | 14    |
| 12  | Pedro de la Rosa     | 10    |
| 13  | Jarno Trulli         | 10    |
| 14  | Jacques Villeneuve   | 7     |
| 15  | Mark Webber          | 6     |
| 16  | Nico Rosberg         | 4     |
| 17  | Christian Klien      | 2     |
| 18  | Vitantonio Liuzzi    | 1     |

### Costruttori
| Pos | Costruttore       | Punti |
| --- | ----------------- | ----- |
| 1   | Renault           | 149   |
| 2   | Ferrari           | 142   |
| 3   | McLaren-Mercedes  | 85    |
| 4   | Honda             | 52    |
| 5   | BMW Sauber        | 26    |
| 6   | Toyota            | 26    |
| 7   | RBR-Ferrari       | 16    |
| 8   | Williams-Cosworth | 10    |
| 9   | STR-Cosworth      | 1     |